# Victor D'Hondt
Victor D'Hondt (Gent, 20 november 1841 – aldaar, 30 mei 1901) was een Belgisch jurist en wetenschapper.

## Biografie
D'Hondt was afkomstig uit een katholieke advocatenfamilie. Na een carrière als advocaat en vervolgens griffier werd hij in 1885 onverwacht professor burgerlijk recht aan de Rijksuniversiteit van Gent, al richtten zijn publicaties zich eerder op het handelsrecht. Als een van de eerste Gentse professoren doceerde hij in 1890 een cursus in het Nederlands. Hij kreeg ook een leerstoel fiscaal en notarieel recht.
D'Hondt was sinds 1872 politiek actief voor de Katholieke Partij, die het in Gent onder het meerderheidsstelsel systematisch aflegde tegen de liberalen. Hij was een sterk voorstander van verkiezingssystemen met evenredige vertegenwoordiging, en ontwikkelde in 1882, op basis van de voorstellen van Thomas Jefferson uit 1792, een zetelverdelingsmethode die, op basis van een eenvoudig algoritme, de zetels op zulke wijze over de partijen verdeelt dat het aantal stemmen per mandataris gemaximaliseerd wordt. Deze methode D'Hondt werd voor het eerst gebruikt bij de parlementsverkiezingen van 1900. Kort nadien werd D'Hondt ziek en stierf hij, maar zijn systeem kende ruime verbreiding. Het
wordt (of werd) in veel landen met een evenredig kiesstelsel toegepast, zo onder meer in België, Bulgarije, Finland, Spanje, Argentinië, Turkije en Zwitserland. In Duitsland werd ze (voor de Bondsdag) tot 1983 toegepast.

## Publicaties
- (fr)  La représentation proportionnelle des partis, 1878.
- (fr)  Système pratique et raisonné de représentation proportionnelle, 1882.
- (fr)  Exposé du système pratique de représentation proportionnelle, 1885.
- (fr)  De l'hypothèque spéciale en cas de faillite, 1886.
- (fr)  Concordat préventif, 1890.
- (fr)  Tables de division des nombres 1 à 400 par 1 à 31 et 401 à 1000 par 1 à 13 pour la répartition proportionnelle des sièges en matière électorale avec exposé de la méthode, 1900.